# Кристофферсен, Лоне
Ло́не И́слинг Кристо́фферсен (дат. Lone Isling Kristoffersen; род. 20 ноября 1961, Глоструп, Копенгаген) — датская кёрлингистка.
В составе женской команды Дании участвовала в шести чемпионатах мира (наивысшее занятое место — бронзовые медали в 1990) и трёх чемпионатах Европы (наивысшее занятое место — пятое). Также участвовала демонстрационном турнире по кёрлингу на зимних Олимпийских играх 1988, где женская команда Дании заняла шестое место. Шестикратная чемпионка Дании среди женщин, двукратная чемпионка Дании среди смешанных команд.
Играла на позициях первого и второго.

## Достижения
- Чемпионат мира по кёрлингу среди женщин: бронза (1990).
- Чемпионат Дании по кёрлингу среди женщин: золото (1985, 1986, 1987, 1988, 1990, 1991)[3].
- Чемпионат Дании по кёрлингу среди смешанных команд: золото (1982, 1986)[4].
- Чемпионат Европы по кёрлингу среди юниоров: золото (1983).
- Чемпионат Дании по кёрлингу среди юниоров: золото (1983)[5].

## Команды
| Сезон                                          | Четвёртый     | Третий          | Второй             | Первый             | Запасной           | Турниры                                          |
| ---------------------------------------------- | ------------- | --------------- | ------------------ | ------------------ | ------------------ | ------------------------------------------------ |
| 1982—83                                        | Хелена Блак   | Йетте Ольсен    | Малене Краусе      | Лоне Кристофферсен |                    | ЧДЮ 1983 · ЧЕЮ 1983                              |
| 1983—84                                        | Хелена Блак   | Йетте Ольсен    | Малене Краусе      | Лоне Кристофферсен |                    | ЧЕ 1983 (8 место)                                |
| 1984—85                                        | Хелена Блак   | Малене Краусе   | Йетте Ольсен       | Лоне Кристофферсен |                    | ЧДЖ 1985                                         |
| 1984—85                                        | Хелена Блак   | Йетте Ольсен    | Малене Краусе      | Лоне Кристофферсен |                    | ЧЕ 1984 (5 место) ЧМ 1985 (6 место)              |
| 1985—86                                        | Хелена Блак   | Малене Краусе   | Йетте Ольсен       | Лоне Кристофферсен |                    | ЧДЖ 1986                                         |
| 1985—86                                        | Хелена Блак   | Йетте Ольсен    | Малене Краусе      | Лоне Кристофферсен |                    | ЧМ 1986 (8 место)                                |
| 1986—87                                        | Хелена Блак   | Йетте Ольсен    | Малене Краусе      | Лоне Кристофферсен |                    | ЧДЖ 1987                                         |
| 1986—87                                        | Йетте Ольсен  | Хелена Блак     | Малене Краусе      | Лоне Кристофферсен |                    | ЧМ 1987 (7 место)                                |
| 1987—88                                        | Хелена Блак   | Малене Краусе   | Лене Х. Нильсен    | Лоне Кристофферсен |                    | ЧДЖ 1988                                         |
| 1987—88                                        | Хелена Блак   | Малене Краусе   | Лоне Кристофферсен | Лене Х. Нильсен    |                    | ЗОИ 1988 (6 место) ЧМ 1988 (5 место)             |
| 1989—90                                        | Хелена Блак   | Малене Краусе   | Лоне Кристофферсен | Гитте Ларсен       |                    | ЧДЖ 1990 · ЧМ 1990                               |
| 1990—91                                        | Хелена Блак   | Малене Краусе   | Лоне Кристофферсен | Гитте Ларсен       | Лене Бидструп (ЧМ) | ЧЕ 1990 (5 место) · ЧДЖ 1991 · ЧМ 1991 (6 место) |
| Кёрлинг среди смешанных команд (mixed curling) |               |                 |                    |                    |                    |                                                  |
| 1981—82                                        | Томми Стьерне | Лене Х. Нильсен | Петер Андерсен     | Лоне Кристофферсен |                    | ЧДСК 1982                                        |
| 1985—86                                        | John Kjærulff | Астрид Бирнбаум | Стин Хансен        | Лоне Кристофферсен |                    | ЧДСК 1986                                        |

(скипы выделены полужирным шрифтом)